# Fuck I'm Dead
Fuck I'm Dead (volným překladem Kurva jsem mrtvý) je australská grindcoreová (pornogrind, goregrind) kapela založená roku 2000 v Melbourne. Mezi zakládající členy patřili Tom Raetz (baskytara), Dave Hill (kytara a programování bicích) a Jay Jones (vokály). Do roku 2009 se kapela jmenovala Fuck…I’m Dead.
Debutní demo Fuck...I'm Dead vyšlo v roce 2000, první studiové album Bring on the Dead o rok později.

## Diskografie

### Dema
- Fuck...I'm Dead (2000)

### Studiová alba
- Fuck...I'm Dead (2001)
- Another Gory Mess (2012)

### Split nahrávky
- Fuck... I'm Dead / Sanitys Dawn (2001) – společně s kapelou Sanitys Dawn
- Fuck... I'm Dead / Engorged (2002) – společně s kapelou Engorged